# ФАТ-Подоляни
Футбольний клуб «ФАТ-Подоляни» — український аматорський футбольний клуб з Тернополя. Виступає у чемпіонаті України серед аматорів. Домашні матчі приймає на Міському стадіоні ім. Р.Шухевича.

## Історія
Команда заснована 2020 року. У сезоні 2023 року виступала у чемпіонаті Тернопільської області. 2 серпня у пропущеному матчі 5-го туру вищої ліги чемпіонату Тернопільської області у Великій Березовиці обіграли місцеве «Поділля» і здобули першу перемогу в сезоні. За підсумками сезону команда посіла 6 місце, а також дійшла до фіналу Кубка Тернопільської області.
Паралельно команда заявилась на чемпіонат України серед аматорів сезону 2023/24, а на початку 2024 року подала заявку на вихід у Другу лігу та отримання атестату на участь у професіональних турнірах.